# Jul i Blåfjäll
Jul i Blåfjäll (norska: Julenatt i Blåfjell) är en norsk julfilm från 2009 regisserad av Katarina Launing & Roar Uthaug.
Filmen är en uppföljare till julkalendrarna Jul i Blåfjell och Jul på Månetoppen, men handlingen utspelar sig 100 år innan dem och handlar om det första och dramatiska mötet mellan rödtomtar och blåtomtar, samt jakten på det magiska blåsilvret. 2011 kom uppföljaren Blåfjell 2: Jakten på det magiska hornet.

## Handling
Prinsessan Fjellrose från Blåfjäll har aldrig varit utanför det trygga fjället, fram tills att hennes pappa blir sjuk och döende.
Bara människor nere i dalen kan rädda hennes pappa nu. Fjellrose måste därför bege sig ut på en farlig resa, något som försätter deras eget samhälle i fara - trots hennes goda avsikter.

## Rollista
- Simen Bakken – Erke
- Sigve Bøe – Rimspå
- Nikoline Ursin Erichsen – Tufsa
- Johan Tinus Lindgren – Dreng
- Lillian Lydersen – Blåværskona
- Jan Gunnar Røise – Halvor
- Finn Schau – Fjellkonge
- Ane Viola Semb – Fjellrose
- Martin Slaatto – Vom
- Knut Walle – Nissefar
- Johanna Mørck – Solveig
- Kyrre Hellum – Bjørnar

## Mottagande
Filmen sågs av nästan 370 000 biobesökare i Norge.

## Utmärkelser
Under Kanonprisen 2009 vann Karl Júlíusson priset för bästa produktionsdesign för filmen.
Filmen nominerades också till Amandaprisen 2010 i kategorierna bästa barnfilm och bästa visuella effekter.